# Club Hielo Valladolid
El Club Hielo Valladolid fue un club de hockey sobre hielo de la ciudad de Valladolid, España.

## Historia
El CH Valladolid se formó en 1972, siendo uno de los seis clubes fundadores de la Superliga Española de Hockey Hielo. El club tuvo diversos problemas con el mantenimiento de su pista de hielo y una vez concluida la temporada 1972-73, desapareció.